# サバクヒタキ
サバクヒタキ（砂漠鶲、学名: Oenanthe deserti ）は、スズメ目ヒタキ科ノビタキ亜科に分類される鳥類の一種。

## 分布
アフリカ北部、トルコから、中央アジア、チベット、モンゴル方面で繁殖し、冬季はアラビア半島やアフリカ東部、インドに渡り越冬する。
日本へはまれな旅鳥または冬鳥として渡来する。かつてはきわめてまれな迷鳥とされていたが、その後調査が進むにつれて、ごく少数ではあるが本州、四国の各地でほぼ毎年記録されるようになった。単独での記録がほとんどである。

## 形態
全長14.5cm。頭上から背中は赤みを帯びた淡褐色で、下面は白い。尾は基部から半分が白く、その先は黒い。雄の喉と耳羽は黒い。雌頭部全体が灰褐色で、体色は雄よりも淡い。

## 生態
繁殖期には半砂漠地帯の乾燥した荒地や山地に生息する。番いで縄張りを持つ。日本では、埋立地や草原、農耕地などで観察されている。
食性は雑食で、主に地上で昆虫類や草の実を食べる。
繁殖形態は卵生。岩の間やネズミ類の古い巣穴などに、草の茎を使って椀状の巣を作り、4-5卵を産む。

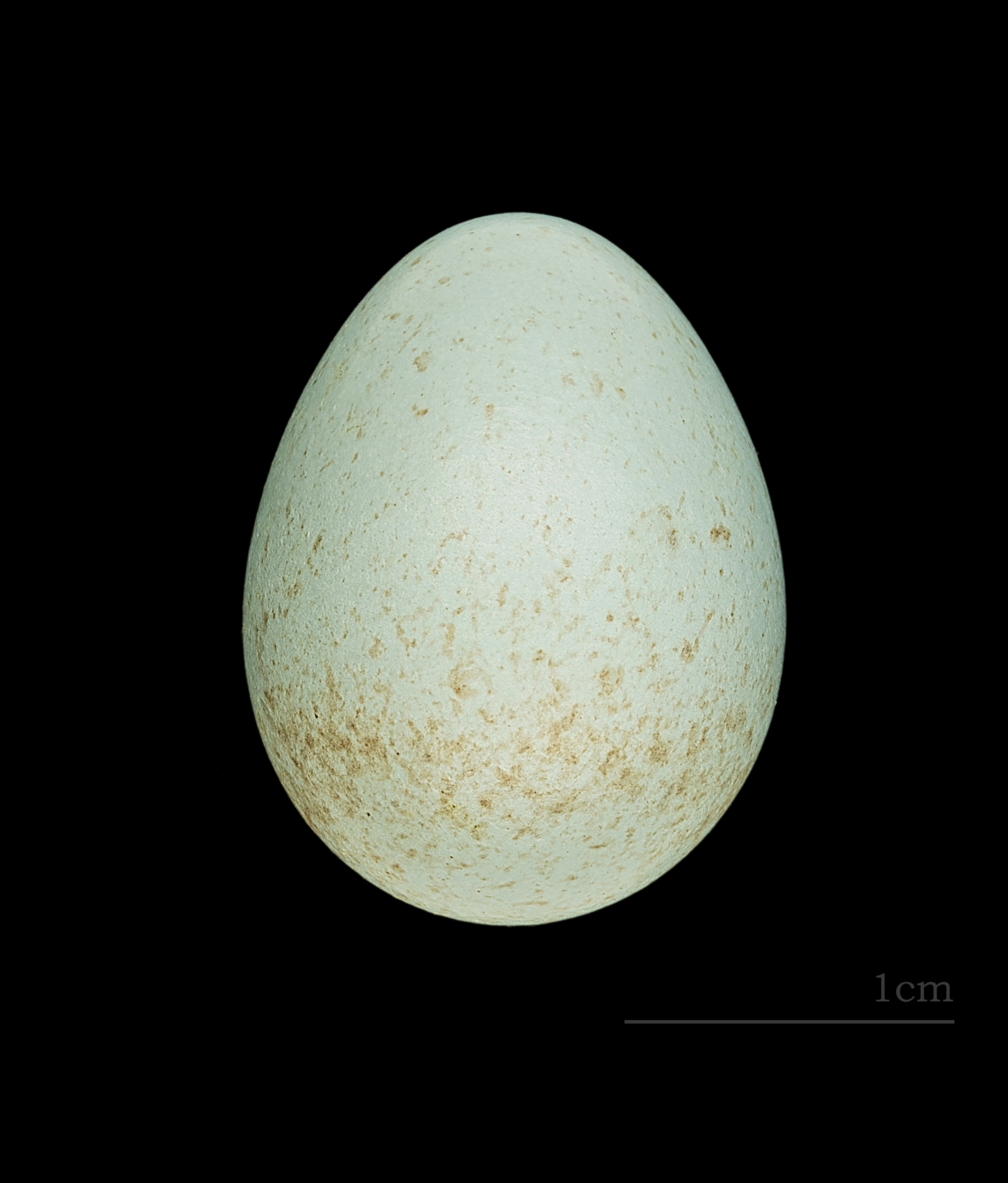
Oenanthe deserti homochroa